# Krumau am Kamp
Krumau am Kamp (česky Krumlov nad Kampem, vzácně Krumlov nad Chubou) je obec v rakouské spolkové zemi Dolní Rakousy v okresu Kremže.

## Název
Název hradu a města Krumau pochází ze starogermánského výrazu pro křivý luh – Krumme Aue, přičemž krumme je obdobou keltského výrazu, který dal vznik názvu pro celou řeku Kamp, nad níž se hrad rozkládá. Zcela obdobnou toponymickou etymologii shledáváme v případě názvu města Český Krumlov. V němčině jsou názvy těchto dvou měst v běžném užívání shodné a odlišují se přídomkem Krumlov nad Kampem a Krumlov nad Vltavou.

## Obyvatelstvo
Obec Krumau se dlouhodobě potýká s poklesem obyvatelstva. V roce 1971 čítal počet obyvatel 1041 osob, avšak již o deset let později klesl celkový počet o 14 %. K roku 2014 žilo v obci 772 stálých obyvatel.

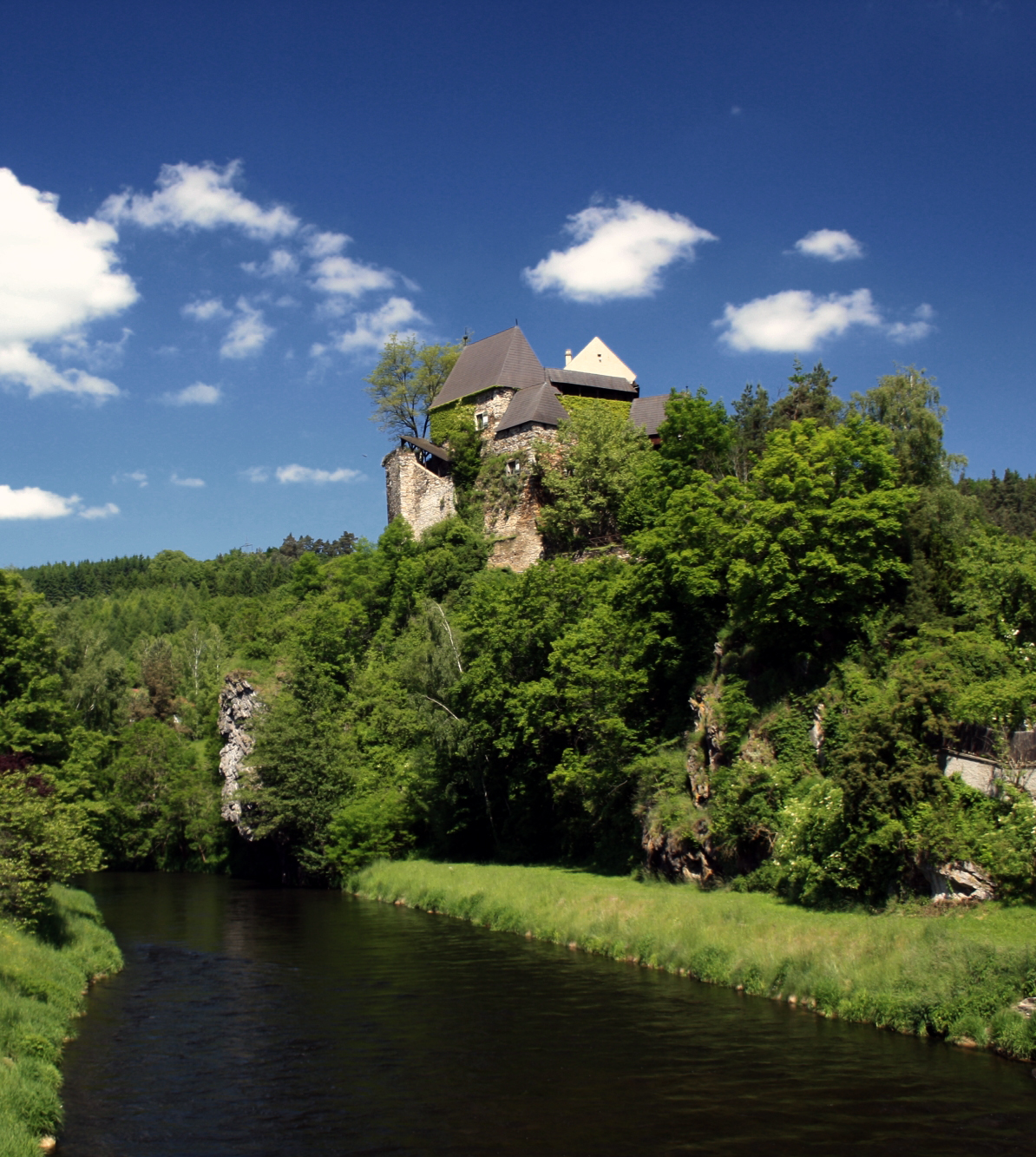
Hrad Krumau a řeka Kamp

## Hrad
Poblíž obce stojí na skalnatém ostrohu nad řekou Kamp stejnojmenný hrad Krumau. První zmínka o něm pochází z roku 1172. Od roku 1261 na hradě pobývala česká královna Markéta Babenberská poté, co ji ode dvora vypudil její manžel Přemysl Otakar II. V roce 1266 na hradě zemřela.
Hrad byl několikrát zpustošen, nejvíce však v roce 1619. V roce 1668 byl opraven, avšak od 18. století postupně chátral a upadal.
Novodobá rekonstrukce započala v roce 1959 a pokračuje dodnes. Hrad je v současnosti v soukromém vlastnictví, nicméně v letní sezóně je částečně přístupný veřejnosti.